# クロイチゴ
クロイチゴ（黒苺、学名：Rubus mesogaeus Focke var. mesogaeus）は、バラ科キイチゴ属に分類される落葉低木の1種。

## 特徴
直立性の落葉低木で、茎はツルのように伸び、高さは1〜1.5mほど。
葉
掌状の三出複葉で互生し、冬には落葉する。小葉は一対で、稀にについの奇数羽状複葉になる。葉身の長さは8〜25cm。葉柄は6〜7cm。頂小葉は側小葉より大きくなり、長さは5～12cm 、幅は4～8cmの広卵形もしくは三角状卵円形になる。
花
6-7月に淡紅色の花を咲かせる。実は最初は赤いが、熟すると黒くなり食べることができる。日本全国の山野に広く分布する。

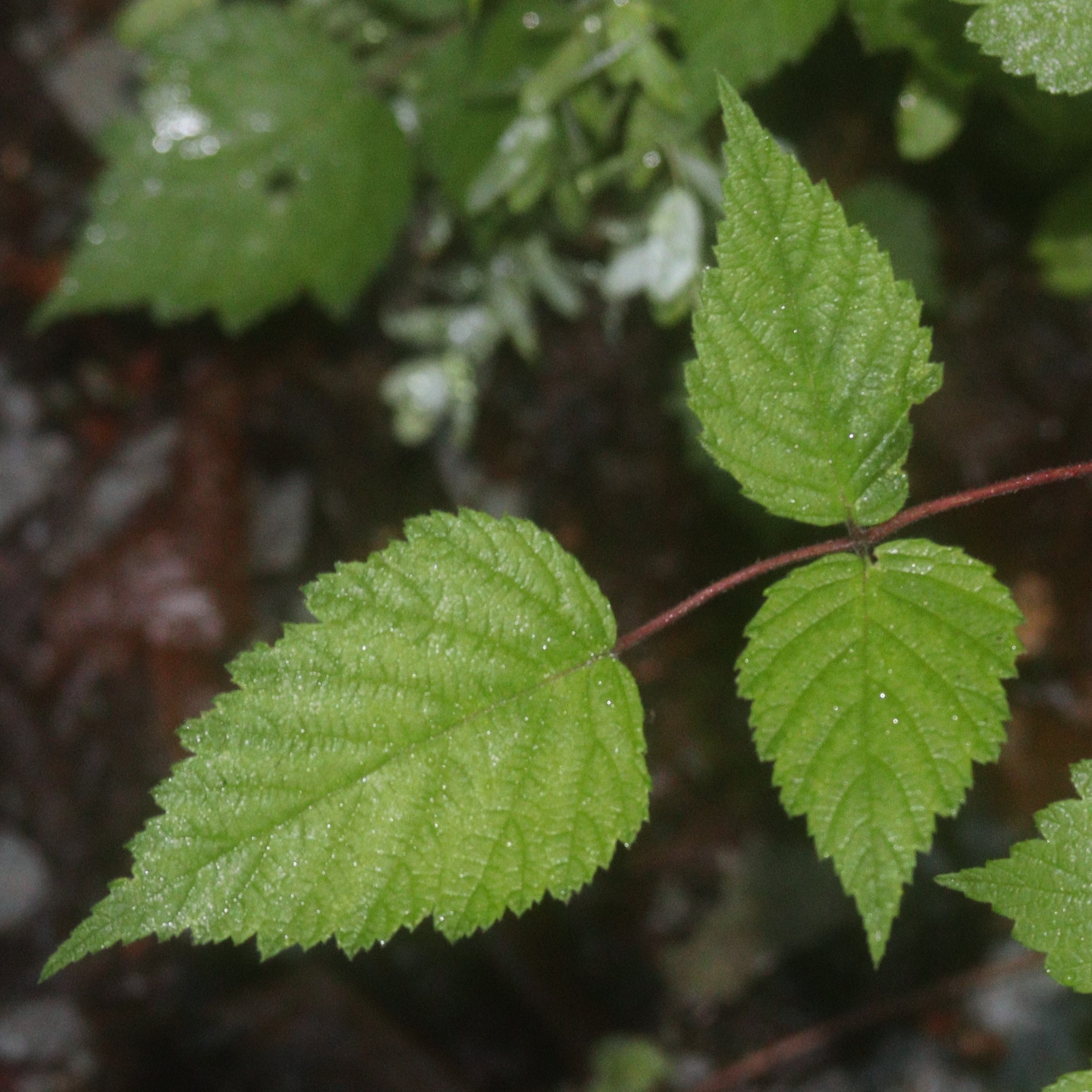
互生する葉
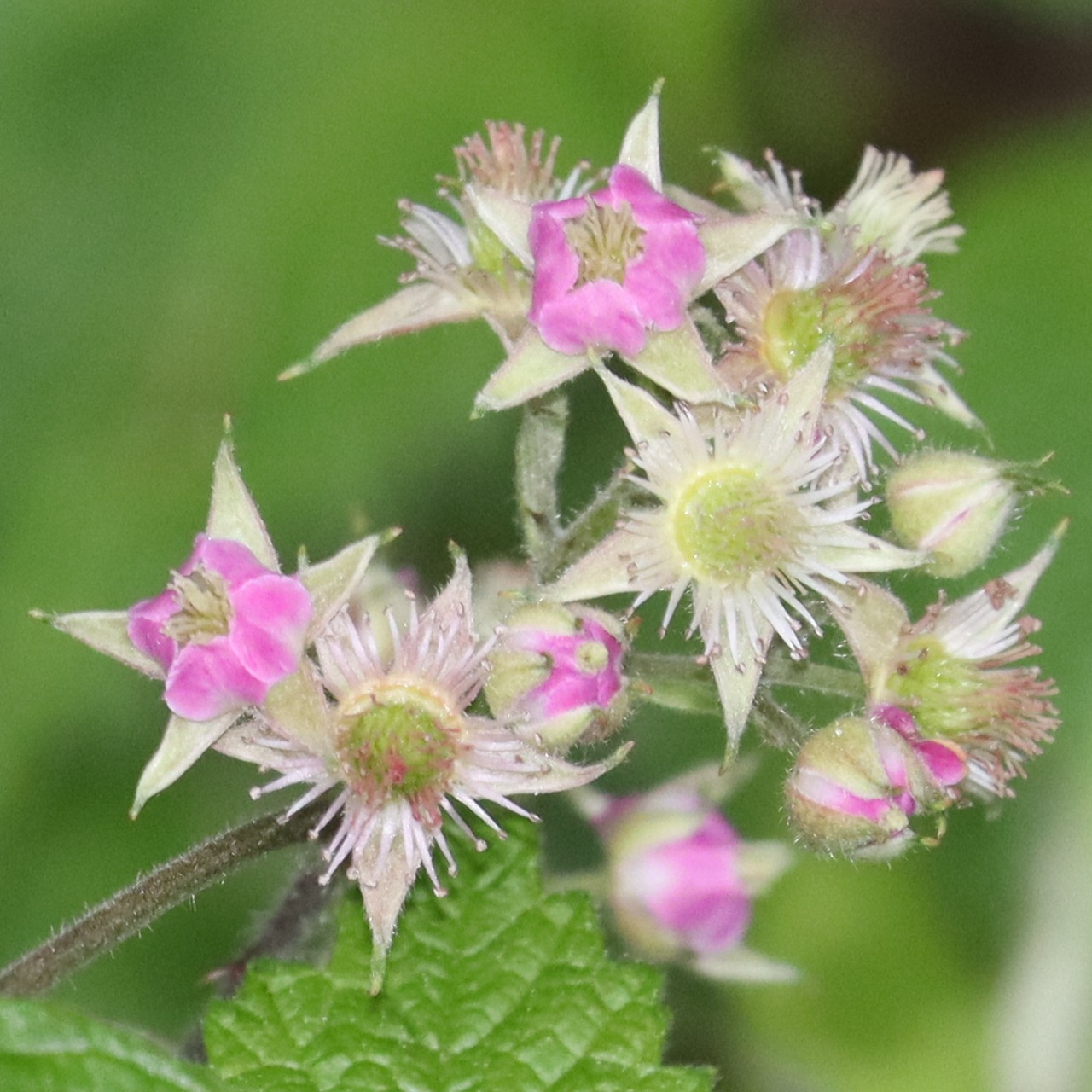
淡紅色の花

キイチゴ属の中でも木質化した果床から集合果が分離するラズベリー類であり、果床が木質化せず、集合果もろとも収穫されるブラックベリー類とは、果実の色が類似するものの縁は少々遠い。

## 分布と生育環境

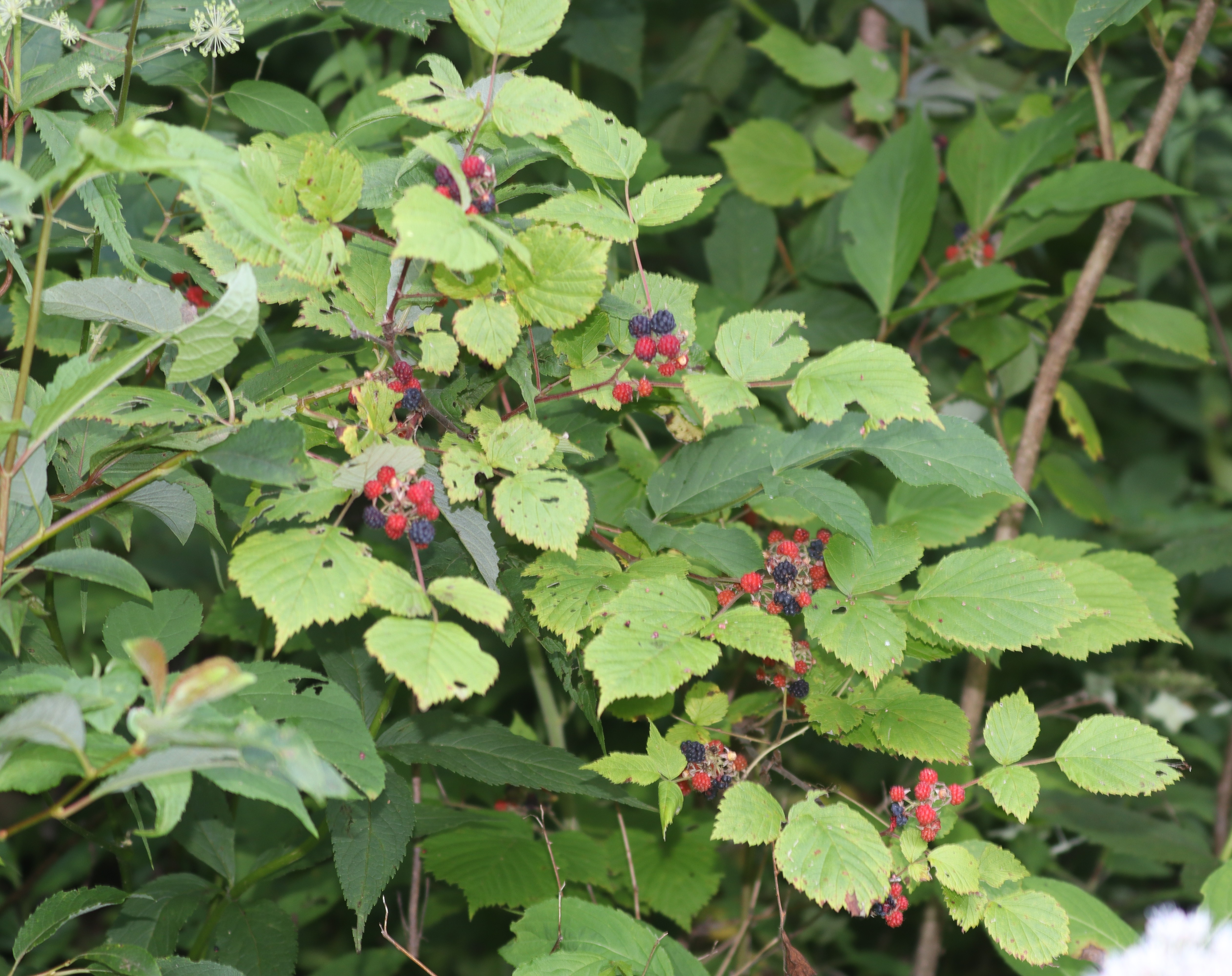
山地に生育するクロイチゴ

中国、台湾、日本に分布する。日本では北海道、本州、四国、九州に分布する。
山地に生育する。